# 碲化镧
碲化镧是一种无机化合物，为镧的碲化物之一，化学式La2Te3。它通过在400 °C氧化镧、碲和碳酸钠的混合物制得，也有文献报道了以氯化镧和碲为原料制备的方法，反应中碲先被氧化至+4价，再经水合肼还原为−2价。La2Te3-Cu2Te体系中可以形成CuLaTe2、Cu4La2Te5等多种相。